# أصول المجتمع
أصول المجتمع، أو النشوء التطوّري للتنظيم الاجتماعي الإنساني المتمايز؛ هو أحد المواضيع الهامّة في علم الأحياء التطوّري، وعلم الإنسان، وعلم الآثار في عصور ما قبل التاريخ والعصر الحجري القديم. لجأت العديد من المناقشات التي جرت منذ زمن هوبز وروسّو مرارًا وتكرارًا إلى المسائل الفلسفية والأخلاقية والتطوّرية.

## أصول المجتمع في الطبيعة

### أصل الفئات الاجتماعية

#### توماس هوبز
يُمكن القول بأنّ نظرية توماس هوبز هي النظرية الأكثر تأثيرًا في موضوع الأصول الاجتماعية البشرية، إذ جادل هوبز في كتابه اللفياثان الفكرة القائلة بأنّ المجتمع سينهار باتّجاه بيلّوم أومنيوم كونترا أومنيس «حرب الجميع ضد الجميع» دون وجود حكومة قوّية:
تتمثّل ابتكارية هوبز في إسناد تشكيل المجتمع إلى «عقد اجتماعي» تأسيسي، يتنازل الخاضعون للمملكة من خلاله عن جزء من حرّيتهم مقابل حصولهم على الأمن.
يصبح من المستحيل تشكيل المجتمع قبل تأسيس الدولة في حال قبول فكرة هوبز. ماتزال مدرسة الفكر هذه ذات تأثير كبير حتّى يومنا هذا. يبرز عالم الآثار البريطاني كولن رينفرو (نبيل رينفرو من كيمستهورن) في هذا المجال، إذ يشير إلى أنّ الدولة لم تظهر إلا بعد فترة طويلة من تطوّر الإنسان العاقل. يرى رينفرو أن الممثّلين الأوائل لنوعنا قد يكونوا عصريين من الناحية التشريحية، بينما لم يكونوا عصريين في إدراكهم وسلوكهم. على سبيل المثال، افتقروا إلى القيادة السياسية، أو التعاون واسع النطاق، أو الإنتاج الغذائي، أو الأديان المنظّمة، أو القانون أو الأعمال الفنّية الرمزية. كان البشر صيّادون وجامعو ثمار بكلّ بساطة، إذ أكلوا أي طعام يجدونه في المناطق المجاورة لهم كما تفعل القردة الموجودة الآن. يقترح ريفنرو فكرةً مثيرةً للجدل ومتمثّلةً بأنّ الصيّادين وجامعي الثمار يفكّرون ويتفاعلون اجتماعيًّا وفق خطوط لا تختلف اختلافًا جذريًا عن نظرائهم البدائيين غير البشريين. وعلى وجه الخصوص، يرى ريفنرو أنّهم لا «ينسبون معنًى رمزيًا للأشياء المادّية»، ولذلك «لا يمتلكون [عقلًا] متطوّرًا بشكل كامل».
وعلى الرغم من ذلك، يؤكّد علماء الأجناس البشرية المختصّون بالصيّادين وجامعي الثمار على الفكرة القائلة بأنّ الشعوب التي تبحث عن الطعام الموجودة حاليًا تمتلك مؤسسات اجتماعية بكل تأكيد، ولا سيما حقوقًا وواجبات مؤسسية مدوّنة في نظم القرابة الرسمية. تخدم الطقوس المعقّدة مثل احتفالات التدشين في ترسيخ العقود والالتزامات بصورة مستقلّة تمامًا عن الدولة. يضيف بعض العلماء الأخرون بأنّه ما دمنا نتحدّث عن «الثورات البشرية» («التحولات الرئيسية» في التطوّر البشري)، فالثورة لم تكن ثورة العصر الحجري الحديث بل صعود الثقافة الرمزية التي برزت في نهاية العصر الحجري الأوسط.
يناقش عالم الإنسان اللاسلطوي بيير كلاستر فكرةّ مناقضةً لفكرة هوبز تمامًا، إذ يرى أنّ الدولة والمجتمع متنافرين بصورة متبادلة: فالمجتمع الحقيقي يكافح دائمًا للانتصار على الدولة.

#### جان جاك روسّو

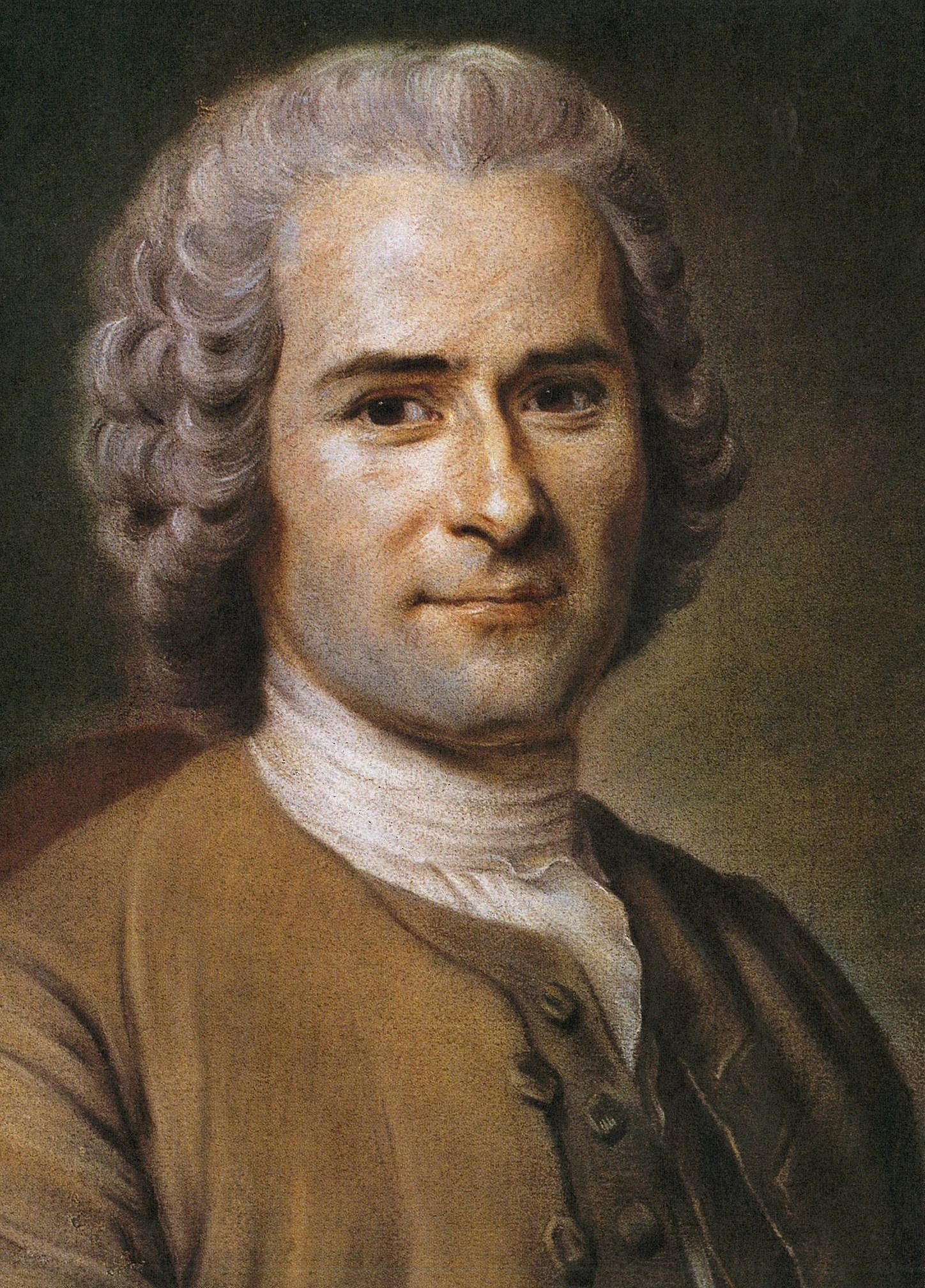
روسو في 1753

اتّفق جان جاك روسو مع هوبز، إذ جادل بأن المجتمع قد وُلد بموجب عقد اجتماعي. وعلى الرغم من ذلك، يرى روسّو أنّ السيادة مسؤولية جميع السكّان، الذين يبرمون العقد بشكل مباشر مع بعضهم البعض. أوضح روسّو أنّ «المشكلة» تتمثّل في «إيجاد شكل من أشكال الارتباط الذي سيدافع ويحمي شخص وممتلكات كلّ مشارك في هذا الارتباط بقوّة مشتركة موحّدة؛ بينما لا يخضع أيّ منهم إلا لنفسه ويبقى كلّ منهم حرًّا مثلما عهد، على الرغم من اتحاده مع الجميع». هذه هي المشكلة الأساسية التي يمدّنا العقد الاجتماعي بحل لها. تابع روسو قائلًا بأنه يمكن تقليل بنود العقد ليصبح مكونًا من بند واحد، «الفردية المطلقة لكل مشارك، مع إعطائه كامل حقوقه، بهدف ترسيخ مجتمع متكامل. يتنازل كلّ رجل عن نفسه من أجل الجميع، يتنازل عن نفسه لأجل لا أحد؛ ولأنه لا يوجد مشارك إلا ويمتلك الحقوق ذاتها، يكسب المرء ما يعادل خسارته، بالإضافة إلى زيادة في القوّة للحفاظ على ما يمتلك». وبعبارة أخرى: «يضع كلّ منا شخصه وكلّ ما في قوّته في المشاع تحت التوجيه الأعلى للإرادة العامة؛ ومن خلال قدرتنا المؤسسية، نعتبر كلّ عضو بصفته جزءًا لا يتجزأ من الكل». وفي الوقت ذاته، يخلق هذا الفعل المشترك هيئةً أخلاقيةً وجماعيةً بدلًا من الشخصية الفردية لكل طرف موجود في العقد؛ إذ تتألف هذه الهيئة من أكبر عدد ممكن من الأعضاء الذين يمكن التصويت لهم في المجلس، وبذلك يمكن الاستفادة من الوحدة والهوية المشتركة والحياة والإرادة التي يقدّمها هذا الفعل. ومن خلال هذه الوسيلة، لا يكسب كل فرد من أفراد المجتمع القدرات الجماعية وحسب، بل يكسبون ولأوّل مرّة العقلية العقلانية أيضًا:

#### السير هنري سامر ماين
جادل ماين في كتابه المؤثّر القانون القديم (1861) أنّ الوحدة الأساسية للتنظيم الاجتماعي الإنساني في العصور الأولى هي الأسرة الأبوية:
إن تأثير الأدلّة المستمدّة من الاجتهادات المقارنة هو إثبات وجهة نظر الحالة البدائية للجنس البشري، والتي تُعرف باسم النظرية الأبوية.
                               ـــــــــــــــــ ماين، إتش. إس. 1861. القانون القديم. جون موراي. الصفحة: 122.
اعتُبرت دوافع ماين سياسية جزئيًا، إذ كانت عدائية اتجاه الأفكار الثورية الفرنسية وغيرها من الأفكار الاجتماعية الراديكالية. سعى ماين إلى تقويض إرث روسّو وغيره من دعاة حقوق الإنسان الطبيعية، وذلك من خلال التأكيد على أنّه لم يمتلك أيّ شخص حقوقًا على الإطلاق في البداية؛ «يخضع كلّ شخص يعيش الجزء الأكبر من حياته تحت الاستبداد الأبوي فعليًا إلى التحكّم في جميع تصرفاته، وذلك بموجب نظام معتمد على النزوة، لا على القانون». لا يخضع أطفال الأبوي لما يسمّيه ماين «استبدادًا» وحسب، بل يتأثّر كل من زوجته وعبيده بنفس القدر من الاستبداد. يعتبر ماين أن فكرة القرابة ذاتها هي طريقة لتصنيف أولئك الذين خضعوا قسريًا لقوانين المستبد التعسفية ببساطة. أرفق ماين حجّته هذه بالقليل من الداروينية فيما بعد. استشهد داروين في كتابه «أصل الإنسان» بتقارير تفيد بأن ذكور الغوريلا التي تعيش في البرية تحتكر لنفسها أكبر عدد من الإناث، التي يدافعون عنها بعنف. أيّد ماين تكهّنات داروين التي تفيد بأنّ «الرجل البدائي» قد «عاش في مجتمعات صغيرة، وامتلك كلّ منهم أكبر عدد يمكنهم الحصول عليه من الزوجات؛ إذ يحميهنّ من جميع الرجال الآخرين بصورة غيورة». أوضح ماين ما يعنيه بمصطلح «الأبوية» تحت وطأة الضغط، إذ قال بأنّ «الغيرة الجنسية المنغمسة بالسلطة قد تكون بمثابة تعريف للعائلة الأبوية».

#### لويس هنري مورغان
في كتابه البارز، المجتمع القديم (1877)، ذي العنوان المشابه لكتاب ماين القانون القديم، عرض لويس هنري مورغان نظرية جديدة تمامًا. فقد أصر مورغان أنه طوال الفترات الزمنية الماضية في تاريخ البشرية، لم يكن ثمة وجود للدولة ولا الأسرة.
وقد يُبنى هذا الافتراض انطلاقًا من إمكانية اختزال جميع أشكال الحكومات في خطتين عامتين، وتُستخدم كلمة خطة ههنا بمعناها العلمي. على مستوى القاعدة، تختلف كل منها بشكل أساسي عن الأخرى. فالأولى، وفقًا للترتيب الزمني، ترتكز على الأفراد، وعلى العلاقات الشخصية الصرفة، ويمكن تمييزها بوصفها مجتمعًا (سوسيتاس، باللاتينية). وتُعدّ السلالة هي الوحدة الأساسية لهذا التنظيم؛ مما أفضى إلى مراحل التكامل المتعاقبة، في الحقبة القديمة على النسق التالي: السلالة، ثم العشيرة، ثم القبيلة، ثم اتحاد القبائل، والتي شكّلت شعبًا أو أمة (بوبيلوس، باللاتينية). في مرحلة زمنية لاحقة، حلّ انصهارُ القبائل في منطقة ما في بوتقة الدولة محل اتحاد القبائل التي احتلت المناطق المستقلة. وعلى مرّ فترات طويلة بعد ظهور السلالات، مثّل ذلك التنظيم الأساسي الأكثر شيوعًا للمجتمع القديم؛ وبقي الأمر كذلك لدى الإغريق والرومان بعد نهوض حضارتيهما. والشكل الثاني من أشكال الحكومة يستند إلى الأرض والملكية، ويمكن تمييزه باعتباره دولة (سيفيتاس، باللاتينية).

-مورغان، لويس هنري. 1877. المجتمع القديم. شيكاغو: نشر تشارلز إيتش كير، الصفحة 6.
وهكذا رآى مورغان، أنه عوضًا عن كيانيّ الأسرة والدولة، كانت السلالة –والتي تُسمّى في الوقت الحاضر «العشيرة»– منظمةً وفقًا للمسكن الأمومي والنسب الأمومي. في الوقت الحالي، لم يعد هذا الجانب من نظرية مورغان، والذي ناصره فيما بعد كارل ماركس وفريدريك إنجلز، لم يعُد يعتبر ذا مصداقية لدى الكثير من المختصين (وللحصول على نظرة نقدية للإجماع الحالي، يُراجع نايت 2008، «صِلات القرابة البشرية الأولى كانت أمومية» ).

#### فريدريك إنجلز
استند فريدريك إنجلز إلى أفكار مورغان في مقاله المنشور في العام 1884، أصل العائلة والملكية الخاصة والدولة في ضوء أبحاث لويس هنري مورغان. انصبّ اهتمامه بشكل رئيسي على وضع المرأة في المجتمع الأول، ولا سيما على تأكيد مورغان أن السلالة ذات الطابع الأمومي قد سبقت الأسرة بوصفها الوحدة الأساسية للمجتمع. خلال استعراض إنجلز للأدبيات المادية التاريخية المعاصرة ذكر أن «السلالة الأمومية أصبحت المحور الذي يرتكز كافة الميدان العلمي عليه...» ورأى إنجلز أن السلالة الأمومية مثّلت تنظيمًا ذاتيًا بلغَ قدْرًا من الحيوية مكّنها من عدم إفساح المجال للهيمنة الأبوية أو دولة الإقليم. 
تزامنت العداوة الطبقية الأولى في تاريخ البشرية مع نموّ العداء بين الرجل والمرأة في الزواج الأحادي، وأوّل اضطهاد طبقي للإناث من طرف الذكور.

- إنجلز، فريدريك 1940 [1884]. أصل العائلة والملكية الخاصة والدولة. لندن: منشورات لورانس وويشارت.

#### إميل دوركهايم
اعتبر إميل دوركهايم أنه من شروط الوجود الأولى، ينبغي على أيما نظام اجتماعي بشري أن يجابه النزعة الطبيعية لدى للجنسين للاتصال غير الأخلاقي. واعتبر أن وجود النظام الاجتماعي يسبقه جدلًا وجود الضوابط الجنسية، والتي يُعبّر عنها من خلال حظر ممارسة الجنس مع بعض الأشخاص أو في فترات معينة –يحدث ذلك في المجتمعات التقليدية خصوصًا أثناء فترة المحيض.
ثمة حقيقة أساسية أكيدة: وهي أن نظام المحظورات بأكمله يجب أن يتسق تمامًا مع الأفكار التي حملها الإنسان البدائي بخصوص المحيض ودم الطمث. وذلك لأن جميع تلك المحرمات تنطبق مع بداية سن البلوغ: وتبلغ أقصى درجات الصرامة حصرًا عندما تظهر أولى علامات الدم.

-دوركهايم، إميل 1963 [1898]. تحريم سفاح القربى. دورية علم الاجتماع 1: صفحة 1 – 70. أُعيد نشره تحت عنوان: سفاح القربى، طبيعة التحريم وأصله. ترجمة إي ساغرين. نيويورك: منشورات ستيوارت، صفحة 81.